# Côte du Rhône
Ne doit pas être confondu avec Côtes-du-rhône (AOC).

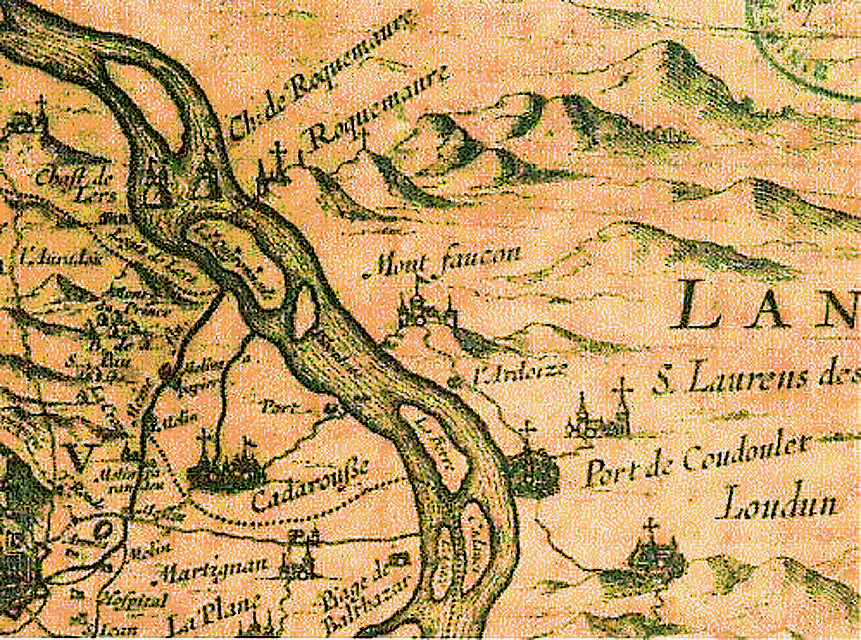
Viguerie basse de la Côte du Rhône au XVIIe siècle

La côte du Rhône est une subdivision de la viguerie d'Uzès créée au XIIIe siècle. Roquemaure, important port sur le Rhône, en fut son chef-lieu. C'est de là, que par voie fluviale des vins de la côte du Rhône remontaient vers la Bourgogne et la Suisse ou descendaient vers la mer Méditerranée pour être embarqués vers l'Europe du Nord. Pour garantir leur origine un édit royal imposa que leurs tonneaux soient marqués au fer rouge CDR avec le millésime. L'habitude de désigner par côte du Rhône les vins de la rive droite du fleuve fut rapidement prise et c'est ce nom que choisit, en 1929, le baron Pierre Le Roy de Boiseaumarié pour fonder le « Syndicat général des vignerons des Côtes du Rhône » qui allait permettre en 1936 la reconnaissance de l'appellation côtes-du-rhône.

## Viguerie basse de la Côte du Rhône
Au XIIIe siècle, dans la sénéchaussée de Beaucaire, la viguerie d'Uzès fut divisée en deux. Il y eut la viguerie haute ou Cévennes, et la viguerie basse qui prit le nom de la Côte du Rhône. C'est la proximité du fleuve qui lui donna son nom. Le Rhône servait alors de frontière entre le royaume de France et le Saint-Empire romain germanique et n'avait qu'une seule rive française, la Côte du Rhône. Dans la viguerie d'Uzès, elle désigna tout le territoire compris entre Bagnols-sur-Cèze et Villeneuve-lès-Avignon. « Cette contrée comprend dans deux lieues de longueur sur le bord du Rhône et une lieue du côté du couchant, les lieux de Roquemaure, Montfaucon, Saint Génies, Saint Laurent, Lirac, Tavel, Orsan, Laudun, Codolet et Chusclan. ».
Le nom de cette circonscription judiciaire et administrative désigna ensuite les vins produits sur la rive droite du Rhône. « C'est dans le périmètre compris entre Roquemaure et Bagnols, c'est-à-dire sur une surface de 38 kilomètres de longueur sur 8 de largeur, dans le département du Gard, qu'on trouve la plupart des vignobles qui fournissent les vins proprement dits de la côte du Rhône ; tels sont : Roquemaure, Tavel, Lirac, Chusclan, Orsan, Saint-Geniès-de-Comolas. Saint-Laurent-des-Arbres et Laudun. ».

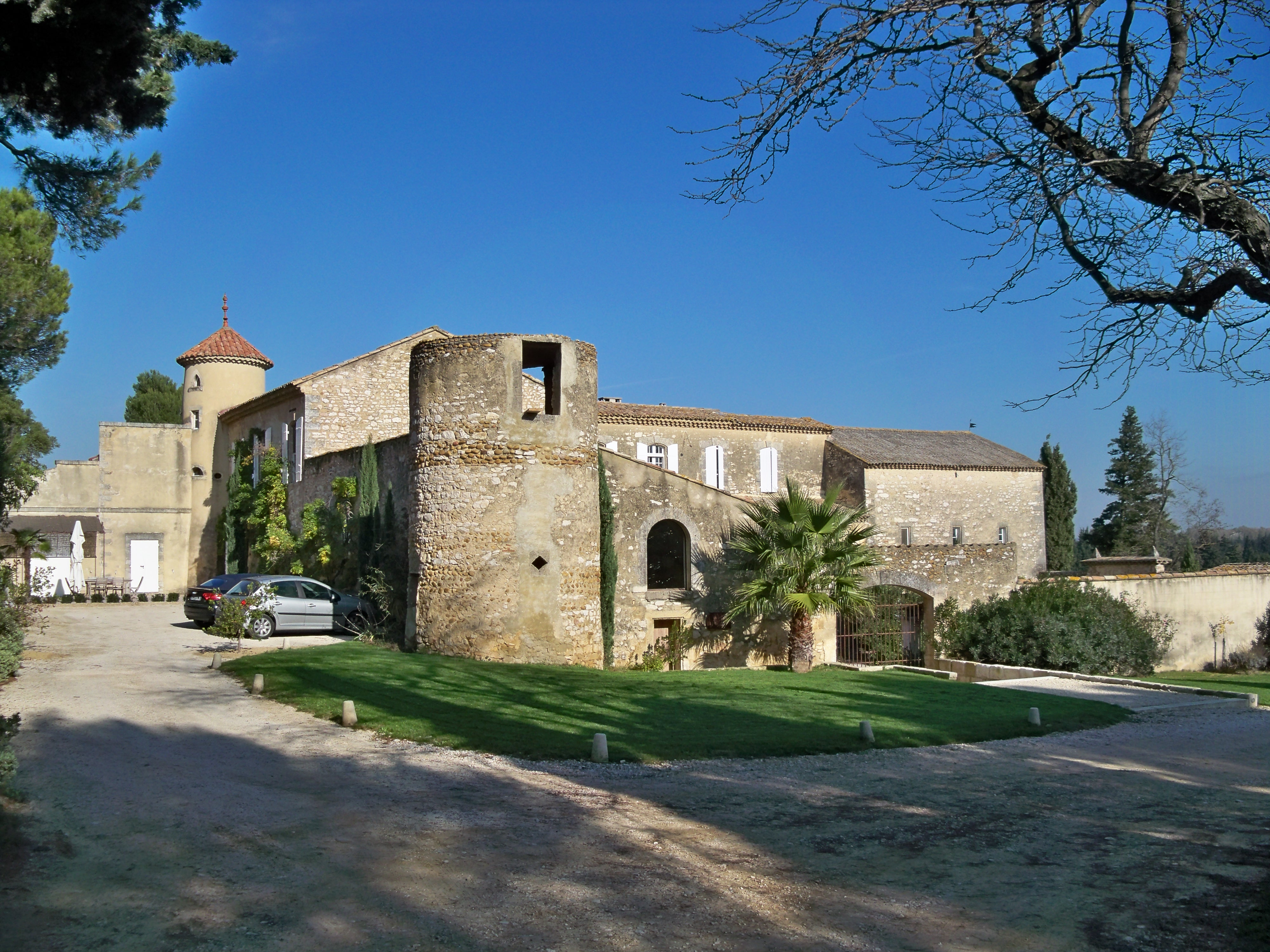
Le prieuré de Montézargues, fleuron de la Côte du Rhône

Si la Côte du Rhône dépendait pour le temporel de l'évêché d'Uzès, elle était rattachée pour le spirituel à celui d'Avignon. Ce qui permit aux pontifes avignonais, au cours du XIVe siècle, d'apprécier les vins de la viguerie basse. Jean XXII, qui fut à l'origine du vignoble de Châteauneuf-du-Pape, fit venir son vin nouveau de la Côte du Rhône (Roquemaure et Saint-Laurent-des-Arbres) ainsi que de l'Enclave des papes (Valréas). Son successeur Benoît XII, homme austère et sévère, garnit sa table uniquement des vins de la rive droite du Rhône. Ce fut sous le pontificat de Clément VI, en 1344, que le  premier terroir connu de Châteauneuf-du-Pape fut répertorié. Quant à Innocent VI aux vins de ses prédécesseurs, il ajouta ceux de Villeneuve-lès-Avignon et Tavel (Prieuré de Montézargues). Grégoire XI se fournit aussi dans la Côte du Rhône et particulièrement dans les vignobles de Laudun et Bagnols-sur-Cèze.
Pour préserver la réputation des vins de la Côte du Rhône, dès 1615, furent décidées des restrictions de plantation gage de la qualité de la production sur ce terroir viticole. Quand en 1629, Louis XIII fit halte à Pont-Saint-Esprit, le Conseil de Ville lui offrit des vins de la Côte du Rhône en provenance de Chusclan, Codolet et Laudun. Une réglementation intervient en 1650 pour protéger leur authenticité de provenance et garantir leur qualité.
En 1728, Les États de Languedoc nommèrent un inspecteur général des vins et des eaux-de-vie. Pour assumer sa charge, il désigna des subdélégués avec mission de veiller à la qualité des produits et à la loyauté des transactions commerciales. Un de ceux-ci s'installa à Roquemaure, grand port sur le Rhône.
Cette même année, François-Maurice Gontier, nouvel archevêque d'Avignon, loua le château de Châteauneuf-du-Pape pour 400 livres par an à un noble irlandais, John, baron de Powers et l'enclos des papes lui fut arrenté. La vendange venue, le baron décida d'expédier ses vins par le port de Roquemaure. Ce qui lui valut un refus circonstancié, les consuls lui ayant signifié que « Les vins de Châteauneuf sont très inférieurs à ceux de Roquemaure à cause de leur goût de terroir. ».
Un premier édit royal daté du 27 septembre 1729 tenta de donner une identité vinicole à ce terroir. Les vins devraient être transportés dans des futailles dont le volume avait été fixé à 228 litres. Ces tonneaux, appelés tavels ou tiercerolles, indiquaient sans doute possible leur provenance. Ils étaient fabriqués par les tonneliers de Condrieu.
En 1731, l'intendant du Languedoc ayant annoncé son intention de modifier la jauge des tonneaux de la Côte du Rhône, il souleva un tollé chez les viticulteurs. Ceux-ci se regroupèrent à Saint-Laurent-des-Arbres afin de s'organiser pour défendre leurs droits et libertés.
L'affaire fut classée et le succès fut au rendez-vous. En 1735, le négoce acheta tant que le port de Roquemaure ne put plus assurer les expéditions. Une partie, 8 000 fûts, fut dirigée vers le port de L'Ardoise.
Mais le premier édit fut insuffisant. Il dut être complété, en 1737, en ces termes:

« Tous les tonneaux de vin destinés pour la vente et transport du cru tant de Roquemaure que des lieux et paroisses voisines et contiguës : Tavel, Lirac, Saint-Laurent-des-Arbres, Saint-Geniès-de-Comolas, Orsan, Chusclan, Codolet et autres qui sont de qualités supérieures seront marqués sur l'un des fonds, étant pleins et non autrement, d'une marque de feu qui contiendra les trois lettres C D R signifiant Côte du Rhône avec le millésime de l'année. »

Cet arrêt du Conseil d'État avait pour but de mettre un terme aux « abus qui peuvent se commettre en faisant passer les vins des mauvais crus pour ceux de véritable bon cru de Roquemaure et des paroisses voisines. ».

## Les vins de la côte du Rhône

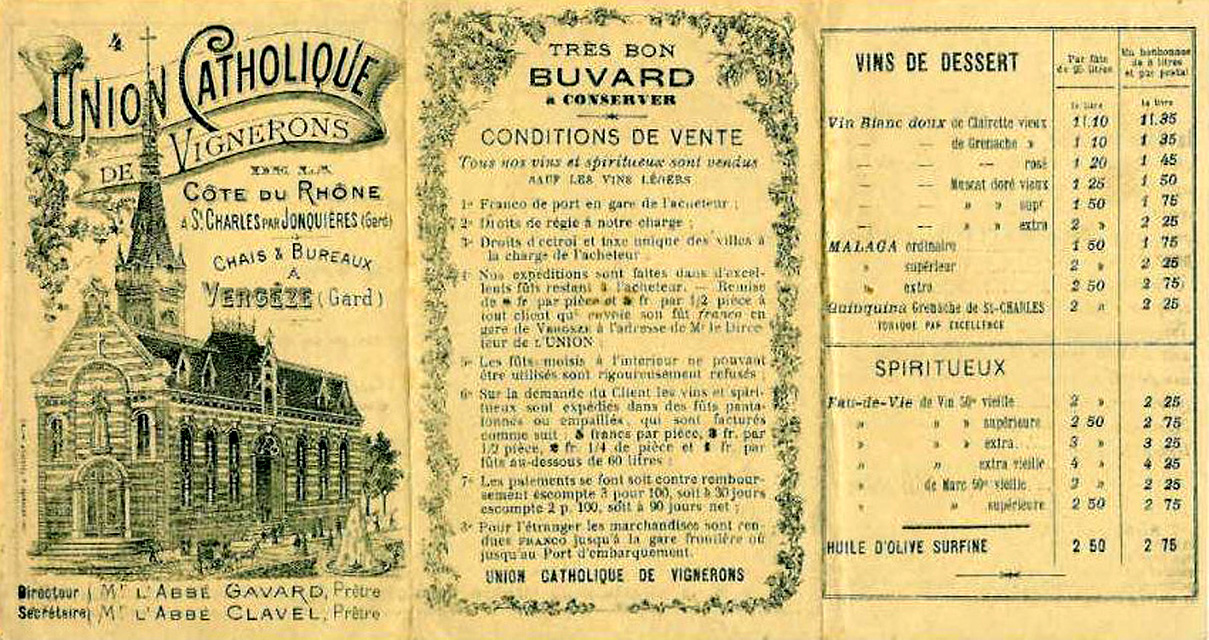
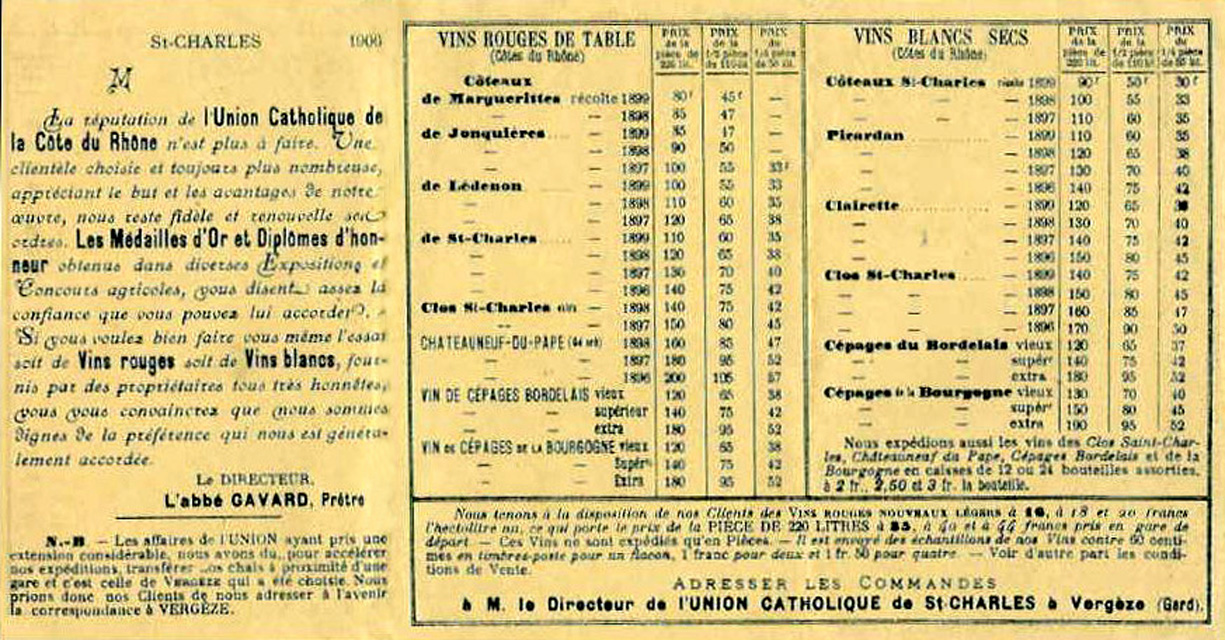

Le 19 octobre 1744, le subdélégué Combes fit parvenir un rapport sur le commerce des vins de la Côte du Rhône. Il y indiquait que ces vins étaient convoyés vers la Bourgogne, Paris et les régions du Nord et que leur vente avait « rapporté entre 400 000 et 500 000 livres dans les années communes et jusqu'à 1 000 000 de livres dans les années de cherté de vie comme 1740. ».
En cette moitié du XVIIIe siècle, les vins embarqués à Roquemaure remontaient le Rhône jusqu'en Suisse comme en témoignent les archives conservées à Aigle, dans les collections du Musée vaudois de la vigne et du vin. D'autres descendaient le fleuve pour transiter par Sète ou rejoindre Bordeaux par le Canal du Midi afin d'aller approvisionner les Pays-Bas.
En 1752, le sieur Granjent (ou J.B Grangent), inspecteur des vins et eaux-de-vie du Languedoc, rapportait à son ministère de tutelle : « Nos vins les plus recherchés et les plus chers sont ceux de la Côte du Rhône ; les territoires d'Orsan et de Saint-Geniès fournissent à la Bourgogne de quoi doubler ses récoltes les plus renommées ; ensuite ce sont ceux de Tavel, de Lirac, de Roquemaure, de Laudun, de Chusclan et de Codolet. ».
La réputation de cette dénomination s'amplifia, puisqu'en 1783, un membre de l'Académie de Marseille indiquait que « La côte du Rhône est aussi renommée par la finesse de ses huiles que par le bouquet de ses vins. »
En 1804, l'Abbé Rozier, faisait publier à Nîmes son Dictionnaire d’agriculture et d’économie rurale. Il y signalait que le nom de vin de la Côte du Rhône est attribué dans la région lyonnaise à ceux produits « aux territoires de Simonie, Sainte-Colombe, Saint-Georges-de-Reniens, Côte-Rôtie, Condrieu. ».
Pourtant la confusion était totale sur l'origine des vins, car hormis le bordeaux, le bourgogne et le champagne, l'ignorance règne sur les autres terroirs. Pour pallier cette méconnaissance, Achille Larive, directeur du Moniteur vinicole, lance un « appel aux propriétaires de crus ignorés ». Le 10 septembre 1856, il put publier les résultats de son enquête. À titre d'exemple, à la rubrique Vaucluse, il n'y a que « le cru du Coteau-brulé, ceux de Lanerte et Château-Neuf ».
Dans le numéro suivant, un lecteur vauclusien tient à préciser « Nos vignobles, égaux et supérieurs en qualité à beaucoup d'autres auxquels la routine a donné une aura, n'ont pas été appréciés autant qu'il le mériteraient... En l'état actuel, nos vins sont livrés à la consommation sous un pseudonyme plus ou moins brillants : vins d'Espagne, de Narbonne, de Saint-Gilles, etc. Leur origine se cache sous une estampille d'emprunt ».
En 1860. dans la Drôme, parut une brochure concernant le Clos de la Rolière, situé sur la Côte du Rhône. Un de ses vins présenté à Paris, au cours de l'Exposition universelle de 1855, sous le nom de xérès français avait été récompensé et obtenu une médaille. Mais le diplôme signé de la main de Louis-Napoléon Bonaparte spécifiait qu'il s'agissait d'un vin blanc sec des Côtes du Rhône. Ce maquillage n'est pas un fait isolé. Au pied du mont Ventoux, le marquis de Rochegude, produisait aussi du cherès (xérez) et du vin tinto. Cette confusion était générale en France et en Angleterre, où la notion d'origine était totalement absente.
D'ailleurs, en 1864, l'agronome Jules Guyot, qui venait d'être chargé par Napoléon III de lui remettre un rapport sur l'état et l'avenir de la vigne en France, fit référence à la Côte du Rhône dont il décrivit le vignoble allant de Saint-Gilles-du-Gard à Tournon, en passant par Beaucaire.

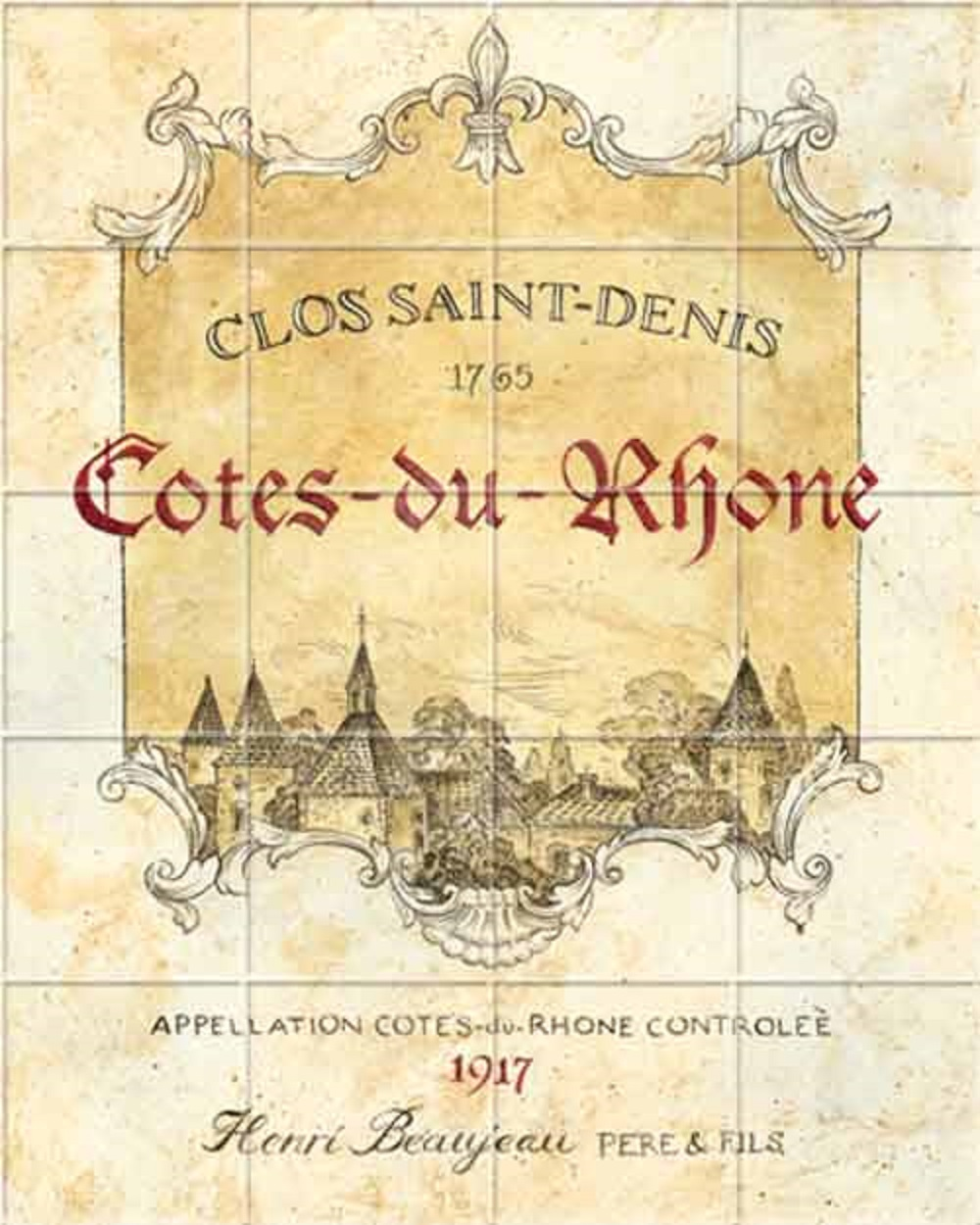
Confusion savamment entretenue

Que dire puisque la production était entièrement absorbée par une demande croissante ? En effet, une grande partie des vins de la Côte du Rhône était achetée les négociants en vin bourguignons et revendue en tant que Bourgogne ce qui explique la longue éclipse de cette dénomination.
Jean-Robert Pitte rappelle dans son ouvrage Le désir du vin. À la conquête du monde que le négoce bourguignon venait s'approvisionner des vins de Châteauneuf-du-Pape qui leur servaient à donner du corps et de la couleur à quelques petits millésimes. Un Bourguignon, croyant faire plaisir à la propriétaire du château Fortia, future belle-mère du baron Pierre Le Roy de Boiseaumarié, l'aurait complimentée en ces termes « Vous êtes devenus à Châteauneuf notre succursale » ; il se vit répliquer « Vous vous trompez, Monsieur, nous sommes votre maison-mère. »
En 1862, Victor Rendu, dans son Ampélographie française, rappelait que si les vins élaborés sur la rive droite du Rhône, dans l'arrondissement d'Uzès, avaient droit à la dénomination Côte du Rhône, une extension s'était faite pour les vignobles de Châteauneuf-du-Pape, sur la rive gauche du fleuve. Il ajoutait : « Mais, pour être logique dans cette classification, il faudrait encore y faire entrer les vignobles de Saint-Péray, de l'Ermitage, de Condrieu et de Côte-Rôtie qu'on a coutume d'en séparer. Cette distinction, que rien ne justifie, doit disparaître, d'une part, parce que la situation géographique de ces vignobles est exactement la même ; de l'autre, parce que leurs produits présentent, pour la plupart, la plus grande analogie. ».
L'ampélographe énumère les différents cépages utilisés : « Généralement, la côte du Rhône, proprement dite, est plantée en cépages variés, parmi lesquels dominent, en raisins noirs, le Terret, le Picpoule, le (As)Piran, le Camarèze, le Grenache ou Alicante : ce dernier cépage contribue, pour une bonne part, à la réputation des vins de la côte du Rhône; viennent ensuite l'Uni, la Bourboulenque et plusieurs autres variétés locales, mais en minimes proportions. Parmi les cépages blancs, la Clairette et le Calitor forment près du cinquième des plants ; le reste se compose d'Uni blanc, de Picardan et de plusieurs autres cépages d'une moindre importance. ».
Puis il donne à ces vins un classement dans l'ordre de leur mérite :
| Origine                  | Classe    | Type de vin                                                                                           | Production / pièce de 2,80 hl | Valeur / pièce |
| Tavel                    | Première  | Vin rouge non cuvé Vin très sec, très léger en couleur il gagne beaucoup en vieillissant              | 3000                          | 50 francs      |
| Lirac                    | Première  | Vin rouge non cuvé Vin très sec, d'un rose vif plus ferme que le Tavel                                | 1000                          | 50 francs      |
| Chusclan                 | Première  | Vin rouge non cuvé Vin de liqueur fort agréable                                                       | 2000                          | 50 francs      |
| Orsan                    | Deuxième  | Vin rouge non cuvé Vin tendre, couleur foncée                                                         | 1500                          | 65 francs      |
| Saint-Geniès-de-Comolas  | Deuxième  | Vin rouge non cuvé Vin auquel on trouve quelque analogie avec le Chusclan                             | 8000                          | 45 francs      |
| Saint-Laurent-des-Arbres | Troisième | Vin d'une demi-couleur                                                                                | 3000                          | 45 francs      |
| Roquemaure               | Troisième | Ses premières cuvées sont de bonne qualité et généralement estimées pour la table                     | 5000                          | 45 francs      |
| Laudun                   |           | Vin blanc, léger, pétillant et fort agréable 700 pièces sont converties en vin sec et 300 en vin doux | 1000                          | 50 francs      |

## De la Côte du Rhône au côtes-du-rhône
Ce fut au cours des années 1860, que l'extension des voies du chemin de fer permit aux vins du Midi de la France d'augmenter leurs débouchés et de trouver de nouveaux marchés. Le nom primitif revint à l'honneur puisqu'en 1869, un journal local avait pour titre La Côte du Rhône et qu'en 1890, Frédéric Mistral parle de « Costo dou Rose, renommée pour ses vins ». Ces vignobles florissants allaient être pourtant anéantis par le phylloxéra. Censées faire face à la pénurie de vin, certaines pratiques douteuses jointes à l'arrivée sur le marché de l'alcool des betteraviers du Nord provoquèrent pourtant la crise de 1907. Les fondements de l'appellation d'origine contrôlée trouvent leur origine dans cette crise.

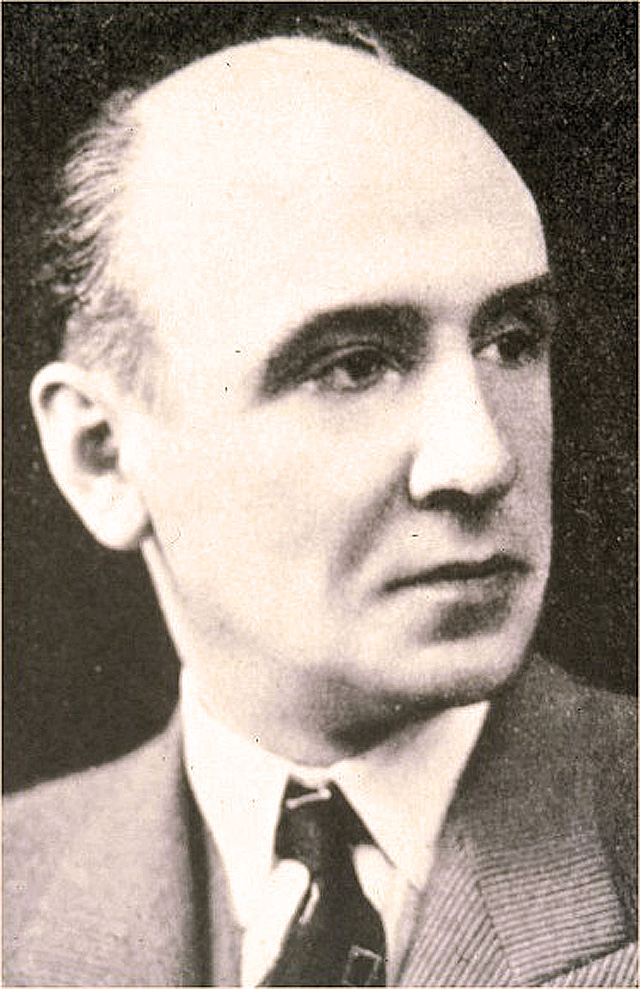
Le baron Le Roy, membre du barreau

Le baron Pierre Le Roy de Boiseaumarié fut l'un des acteurs majeurs de cette évolution. Cet avocat qui, en 1907 avait participé à la manifestation de Montpellier quand il était étudiant à la faculté de droit, avait épousé l'héritière du château de Fortia et connaissait bien les problèmes des vignerons. Pour les aider, il les regroupa en créant les syndicats de vignerons de Châteauneuf-du-Pape (1923) et des Côtes du Rhône (1929). Le rôle de ces deux organisations était de défendre leurs vins, valoriser leur terroir, et faire cesser la fraude.
La création du Syndicat général des vignerons des Côtes du Rhône en 1929 fut une étape décisive pour la défense des intérêts des vignerons. En 1931, la puissante Confédération générale des vignerons du Midi, intervint dans un procès en délimitation judiciaire des Côtes du Rhône. Elle soutenait que les Côtes du Rhône « n'étaient pas une appellation d’origine parce qu'il n'existait pas de vin de type de ce nom et que c'était seulement là une terminologie commode pour désigner en abrégé l'ensemble des appellations échelonnées le long du Rhône, que par conséquent il n'y avait pas lieu de procéder à la délimitation d'une appellation inexistante. ».
Le baron, fort de ses recherches sur l'histoire des vins de la Côte du Rhône, démontra dans sa plaidoirie que l'appellation avait au moins trois siècles d’existence, et tint à préciser que l'on se trouvait là en face « d'une ancienneté à laquelle bon nombre d'appellations ne pouvaient prétendre. ». En 1936, il gagna son procès devant le tribunal de Grande Instance d'Uzès, puis la même année devant le tribunal de Tournon. Il obtint ainsi la publication du décret du 19 novembre 1937, qui fixait légalement les limites des « Côtes du Rhône » au pluriel,.
En 1936, la création de l'Institut national des appellations d'origine mit fin aux recours devant les tribunaux, puisque l'INAO devint la seule institution compétente pour agréer AOC.
Les appellations de la vallée du Rhône, furent parmi les premières à être reconnues. Il y eut d'abord châteauneuf-du-pape, tavel, saint-péray et château-grillet, en 1936, côtes-du-rhône, hermitage et crozes-hermitage, en 1937, cornas, en 1938, côte-rôtie et condrieu, en 1940. La Seconde Guerre mondiale achevée, l'INAO reconnu les appellations vin doux naturel, rasteau, en 1944 et le muscat de Beaumes-de-Venise, en 1945, lirac, en 1947, puis saint-joseph, en 1956. Cette même année, la destruction des oliveraies par le gel incita les vignerons à augmenter les superficies de leurs vignobles.
Au début des années 1950, certains villages de l'AOC côtes-du-rhône déposèrent des dossiers pour obtenir l'autorisation de mentionner leur nom sur les étiquettes de leurs vins. C'était en germe la future appellation côtes-du-rhône villages qui fut créée en 1966. En firent partie avant de devenir des appellations locales (ou crus), gigondas classé en 1971, puis 20 ans plus tard, 
vacqueyras. Vinrent ensuite beaumes-de-venise, en 2005 et vinsobres, en 2006.